# Eurofins Scientific
Eurofins Scientific SE — французька група лабораторій зі штаб-квартирою в Люксембургу, що надає послуги з тестування та підтримки для фармацевтичної, харчової, екологічної, сільськогосподарської та споживчої галузей та урядам.
Eurofins має міжнародну мережу з понад 900 лабораторій у 62 країнах і портфель з понад 200 000 валідованих аналітичних методів для визначення безпечності, ідентичності, чистоти, складу, автентичності та походження продуктів і біологічних речовин. Eurofins також надає послуги з клінічного діагностичного тестування та продукти для діагностики in-vitro.